# Eucharidium
Eucharidium é um género botânico pertencente à família Onagraceae.